# Albert van Oosten
Albert Van Oosten  (4 oktober 1966) is een voormalig Nederlands profvoetballer die onder contract stond bij ADO Den Haag.

## Clubcarrière

### ADO Den Haag
Albert Van Oosten speelde in zeven seizoenen 139 wedstrijden voor ADO Den Haag, waarin hij één doelpunt wist te scoren. Met ADO promoveerde Van Oosten tweemaal naar de Eredivisie (1986/87, 1988/89), maar degradeerde ook tot tweemaal toe weer terug naar de Eerste Divisie (1987/88, 1991/92).

## Clubs
| seizoen     | club         | land        | competitie     | wed. | goals |
| ----------- | ------------ | ----------- | -------------- | ---- | ----- |
| 1986/87     | FC Den Haag  | Nederland   | Eerstedivisie  | 20   | 0     |
| 1987/88     | FC Den Haag  | Nederland   | Eredivisie     | 26   | 1     |
| 1988/89     | FC Den Haag  | Nederland   | Eerste divisie | 29   | 0     |
| 1989/90     | FC Den Haag  | Nederland   | Eredivisie     | 19   | 0     |
| 1990/91     | FC Den Haag  | Nederland   | Eredivisie     | 11   | 0     |
| 1991/92     | FC Den Haag  | Nederland   | Eredivisie     | 26   | 0     |
| 1992/93     | ADO Den Haag | Nederland   | Eerste divisie | 4    | 0     |
| Club totaal | Club totaal  | Club totaal | Club totaal    | 139  | 1     |